# Gerald Green
Pour les articles homonymes, voir Gerald et Green.
Gerald Green est un joueur américain de basket-ball né le 26 janvier 1986 à Houston (Texas). Il évolue aux postes d'arrière et d'ailier.
Green a commencé le basket-ball tard et choisi de passer directement du lycée à la NBA.
Gerald Green, gagnant du Slam Dunk Contest en 2007 et finaliste en 2008, a parfois été décrit dans les médias comme travaillant peu aux entraînements, et bâclant les exercices demandés.

## Carrière professionnelle

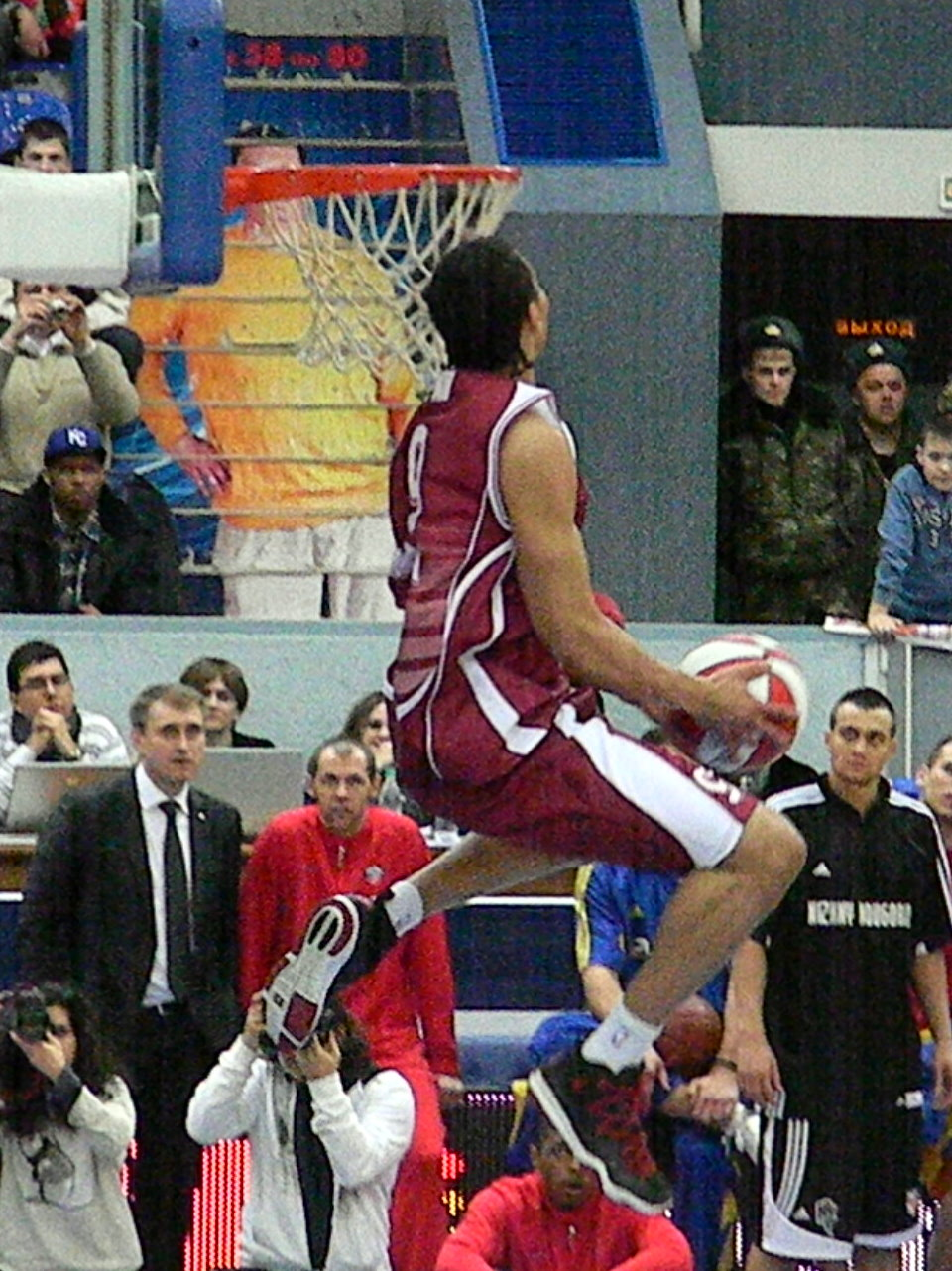
Gerald Green au All-Star PBL game.

### Celtics de Boston (2005-2007)
Green a été choisi par les Celtics de Boston en 18e position lors de la Draft 2005 de la NBA.

### Timberwolves du Minnesota (2007-Fév.2008)
Green est échangé lors de la saison 2007-2008 avec Al Jefferson, Sebastian Telfair, Ryan Gomes et Theo Ratliff contre Kevin Garnett des Timberwolves du Minnesota.

### Rockets de Houston (Fév.-Mar.2008)
Il est ensuite échangé contre Kirk Snyder, et rejoint donc les Rockets de Houston à quelques heures de la clôture du marché des transferts. Lors de son premier (et dernier) match avec les Rockets, contre les Wizards de Washington, il marquera 6 points (dont un dunk) et 2 rebonds en 4 minutes avant d'être limogé le lendemain.

### Mavericks de Dallas (2008-2009)
En juillet 2008, il est engagé par les Mavericks de Dallas en tant qu'agent libre, après 5 mois d'absence sur les parquets NBA.

### Lokomotiv Kouban-Krasnodar (2009-2010)
Son contrat n'étant pas renouvelé, il découvre le championnat russe en signant au Lokomotiv Kouban-Krasnodar en décembre 2009.

### Krasnye Krylya Samara (2010-2011)
En juin 2010, il reste dans le championnat russe mais change d'équipe en signant au BC Krasnye Krylia.

### Foshan Dralions (Oct.-Déc.2011)
Il effectue un court passage en Chine au Foshan Dralions entre octobre et décembre 2011.

### Lakers de Los Angeles/D-Fenders de Los Angeles (Déc.2011-Fév.2012)
Le 13 décembre 2011, il signe avec les Lakers de Los Angeles mais il est coupé le 22 décembre.
Le 28 décembre 2011, il rejoint les D-Fenders de Los Angeles en NBA Development League.

### Nets du New Jersey (Fév.2012-2012)
Après deux saisons hors NBA, il s'engage aux Nets du New Jersey le 27 février 2012.

### Pacers de l'Indiana (2012-2013)
Le 12 juillet 2012, il signe avec les Pacers de l'Indiana. Durant le All-Star Week-end 2013, il participe à son troisième Slam Dunk Contest.

### Suns de Phoenix (2013-2015)
Le 27 juillet 2013, il est transféré avec Miles Plumlee et un futur premier tour de draft aux Suns de Phoenix contre Luis Scola. Le 18 février 2014, lors de la victoire des siens chez les Nuggets de Denver 112 à 107, Green bat son record de points en carrière en inscrivant, en moins de 30 minutes, 36 points dont 8 sur les 13 marqués par son équipe en prolongation. À ce stade de la compétition, il réalise sa meilleure moyenne de points avec 14,6 points de moyenne. Le 6 mars, il bat de nouveau son record de points en carrière en inscrivant 41 points (à 8 sur 13 à trois points) lors de la victoire des siens contre le Thunder d'Oklahoma City.

### Heat de Miami (2015-2016)
Le 9 juillet 2015, il signe chez le Heat de Miami pour un an et 1,4 million de dollars. Il fait ses débuts avec le Heat lors du match d'ouverture de la saison de l'équipe contre les Hornets de Charlotte et marque 19 points en étant remplaçant dans la victoire des siens 104 à 94. Le 27 novembre, il marque 25 points en étant titulaire en raison de la blessure de Luol Deng et permet au Heat de battre les Knicks de New York 97 à 78. Le 1er avril 2016, il réalise son meilleur match de la saison en marquant 30 points en étant titulaire en raison de la blessure de Dwyane Wade et permet au Heat de battre les Kings de Sacramento 112 à 106.
Miami Heat (2015–2016)

### Celtics de Boston (2016-2017)
Le 27 juillet 2016, Green signe chez les Celtics de Boston pour un an et 1,4 million de dollars, revenant dans cette équipe pour la seconde fois. Le 27 décembre 2016, il réalise son meilleur match de la saison en marquant 19 points lors de la victoire 113 à 103 contre les Grizzlies de Memphis.

### Rockets de Houston (2017 - février 2020)
Le 28 décembre 2017, Green signe un contrat d'un an non garanti chez les Rockets de Houston, revenant dans cette équipe pour la seconde fois. Le 5 janvier 2018, les Rockets annoncent qu'il est conservé pour le reste de la saison.
A la mi-octobre 2019, il se blesse et est indisponible pour l'ensemble de la saison.
Le 5 février 2020, il fait partie d'un échange à 12 joueurs et 4 franchises qui l'envoie aux Nuggets de Denver. En revanche, il est licencié très peu de temps après cet échange.

## Statistiques

### NBA

#### Saison régulière
| Saison    | Équipe     | Matchs | Titul. | Min./m | % Tir | % 3pts | % LF | Rbds/m. | Pass/m. | Int/m. | Ctr/m. | Pts/m. |
| --------- | ---------- | ------ | ------ | ------ | ----- | ------ | ---- | ------- | ------- | ------ | ------ | ------ |
| 2005-2006 | Boston     | 32     | 3      | 11,7   | 47,8  | 30,0   | 78,4 | 1,28    | 0,56    | 0,41   | 0,12   | 5,22   |
| 2006-2007 | Boston     | 81     | 26     | 22,0   | 41,9  | 36,8   | 80,5 | 2,57    | 1,02    | 0,51   | 0,30   | 10,41  |
| 2007-2008 | Minnesota  | 29     | 0      | 12,3   | 33,1  | 38,5   | 82,9 | 2,14    | 1,00    | 0,28   | 0,14   | 5,07   |
| 2007-2008 | Houston    | 1      | 0      | 3,6    | 100,0 | 0,0    | 0,0  | 2,00    | 0,00    | 0,00   | 0,00   | 6,00   |
| 2008-2009 | Dallas     | 38     | 12     | 9,9    | 43,9  | 30,4   | 84,4 | 1,42    | 0,39    | 0,26   | 0,13   | 5,24   |
| 2011-2012 | New Jersey | 31     | 2      | 25,2   | 48,1  | 39,1   | 75,4 | 3,48    | 1,10    | 0,90   | 0,55   | 12,90  |
| 2012-2013 | Indiana    | 60     | 7      | 18,0   | 36,6  | 31,4   | 80,0 | 2,35    | 0,82    | 0,30   | 0,38   | 7,02   |
| 2013-2014 | Phoenix    | 82     | 48     | 28,4   | 44,5  | 40,0   | 84,8 | 3,35    | 1,49    | 0,85   | 0,51   | 15,79  |
| 2014-2015 | Phoenix    | 74     | 4      | 19,5   | 41,6  | 35,4   | 82,5 | 2,51    | 1,23    | 0,57   | 0,16   | 11,95  |
| 2015-2016 | Miami      | 69     | 14     | 22,6   | 39,2  | 32,3   | 78,3 | 2,36    | 0,81    | 0,55   | 0,28   | 8,93   |
| 2016-2017 | Boston     | 47     | 0      | 11,4   | 40,8  | 35,1   | 80,5 | 1,81    | 0,70    | 0,19   | 0,15   | 5,57   |
| 2017-2018 | Houston    | 41     | 2      | 22,7   | 40,7  | 36,9   | 85,0 | 3,22    | 0,61    | 0,59   | 0,37   | 12,12  |
| 2018-2019 | Houston    | 73     | 0      | 20,2   | 40,0  | 35,4   | 83,8 | 2,49    | 0,55    | 0,45   | 0,37   | 9,25   |
| Carrière  | Carrière   | 658    | 118    | 19,8   | 41,7  | 36,1   | 81,8 | 2,49    | 0,91    | 0,51   | 0,30   | 9,74   |

Dernière mise à jour le 14 mars 2020

#### Playoffs
| Saison   | Équipe   | Matchs | Titul. | Min./m | % Tir | % 3pts | % LF  | Rbds/m. | Pass/m. | Int/m. | Ctr/m. | Pts/m. |
| -------- | -------- | ------ | ------ | ------ | ----- | ------ | ----- | ------- | ------- | ------ | ------ | ------ |
| 2009     | Dallas   | 6      | 0      | 4,3    | 28,6  | 20,0   | 50,0  | 0,33    | 0,00    | 0,17   | 0,00   | 1,83   |
| 2013     | Indiana  | 9      | 0      | 11,7   | 42,0  | 33,3   | 100,0 | 1,33    | 0,33    | 0,00   | 0,11   | 6,11   |
| 2016     | Miami    | 12     | 0      | 9,2    | 32,7  | 28,6   | 80,0  | 1,42    | 0,08    | 0,33   | 0,08   | 3,33   |
| 2017     | Boston   | 13     | 7      | 14,8   | 47,2  | 46,7   | 88,9  | 1,54    | 0,69    | 0,23   | 0,08   | 7,46   |
| 2018     | Houston  | 17     | 0      | 16,0   | 39,4  | 37,5   | 85,7  | 2,94    | 0,06    | 0,24   | 0,41   | 6,29   |
| 2019     | Houston  | 11     | 0      | 8,8    | 30,0  | 34,5   | 100,0 | 1,09    | 0,09    | 0,27   | 0,27   | 3,55   |
| Carrière | Carrière | 68     | 7      | 11,8   | 38,9  | 37,4   | 84,4  | 1,66    | 0,22    | 0,22   | 0,19   | 5,13   |

Dernière mise à jour le 25 mai 2019

### D-League
- Saison régulière

| Saison        | Équipe       | Matchs | Titul. | Min./m | % Tir | % 3pts | % LF  | Rbds/m. | Pass/m. | Int/m. | Ctr/m. | Pts/m. |
| ------------- | ------------ | ------ | ------ | ------ | ----- | ------ | ----- | ------- | ------- | ------ | ------ | ------ |
| 2011-2012     | LA D-Fenders | 22     | 13     | 30,2   | 48,0  | 45,8   | 83,9  | 4,59    | 1,64    | 1,14   | 0,32   | 19,14  |
| All-Star Game |              | 1      | 1      | 24,0   | 58,8  | 37,5   | 100,0 | 3,00    | 1,00    | 0,00   | 0,00   | 28,00  |

## Records en carrière
Les records personnels de Gerald Green, officiellement recensés par la NBA sont les suivants :
| Type de statistique        | Saison régulière | Saison régulière                                 | Saison régulière                 | Playoffs | Playoffs             | Playoffs      |
| Type de statistique        | Record           | Adversaire                                       | Date                             | Record   | Adversaire           | Date          |
| -------------------------- | ---------------- | ------------------------------------------------ | -------------------------------- | -------- | -------------------- | ------------- |
| Points                     | 41               | Thunder d'Oklahoma City                          | 6 mars 2014                      | 15       | Hawks d'Atlanta      | 24 avril 2013 |
| Paniers marqués            | 14               | 76ers de Philadelphie                            | 17 avril 2013                    | 6        | Hawks d'Atlanta      | 24 avril 2013 |
| Paniers tentés             | 25               | Heat de Miami                                    | 6 avril 2007                     | 12       | @ Hawks d'Atlanta    | 27 avril 2013 |
| Paniers à 3 points réussis | 8                | 2 fois                                           |                                  | 3        | 2 fois               |               |
| Paniers à 3 points tentés  | 15               | 2 fois                                           |                                  | 8        | @ Hawks d'Atlanta    | 27 avril 2013 |
| Lancers francs réussis     | 11               | Nets de Brooklyn                                 | 12 novembre 2014                 | 2        | 2 fois               |               |
| Lancers francs tentés      | 12               | Nets de Brooklyn                                 | 12 novembre 2014                 | 2        | 3 fois               |               |
| Rebonds offensifs          | 4                | 4 fois                                           |                                  | 2        | @ Hawks d'Atlanta    | 27 avril 2013 |
| Rebonds défensifs          | 10               | @ Clippers de Los Angeles                        | 9 novembre 2008                  | 3        | @ Knicks de New York | 16 mai 2013   |
| Rebonds totaux             | 12               | @ Clippers de Los Angeles                        | 9 novembre 2008                  | 3        | 2 fois               |               |
| Passes décisives           | 6                | @ Nets du New Jersey @ Timberwolves du Minnesota | 16 avril 2006 20 février 2015    | 2        | Hawks d'Atlanta      | 21 avril 2013 |
| Interceptions              | 5                | Bucks de Milwaukee @ Jazz de l'Utah              | 4 janvier 2014 1er novembre 2014 | 1        | @ Nuggets de Denver  | 5 mai 2009    |
| Contres                    | 4                | @ Nuggets de Denver                              | 26 décembre 2006                 | 1        | @ Hawks d'Atlanta    | 27 avril 2013 |
| Balles perdues             | 6                | 4 fois                                           |                                  | 3        | @ Knicks de New York | 16 mai 2013   |
| Minutes jouées             | 45               | @ Hawks d'Atlanta                                | 10 avril 2007                    | 27       | Hawks d'Atlanta      | 24 avril 2013 |

- Double-double : 1 (au 07/03/2017)
- Triple-double : aucun.

## Palmarès
- Vainqueur du Slam Dunk Contest NBA en 2007 et finaliste du suivant en 2008.
- Champion de la Division Centrale en 2013 avec les Pacers de l'Indiana.

## Vie privée
Le cousin issu de germain de Gerald est l'arrière des 76ers de Philadelphie, Danny Green. Il a aussi un petit frère, Garlon, qui joue actuellement pour l'équipe d’Antibes en France. Il a d'abord joué pour TCU avant de partir en Europe.